# Wybory do Parlamentu Europejskiego we Francji w 1989 roku
Wybory do Parlamentu Europejskiego III kadencji we Francji zostały przeprowadzone 15 czerwca 1989.
| lista wyborcza                                                         | % głosów | mandaty |
| ---------------------------------------------------------------------- | -------- | ------- |
| Unia na rzecz Demokracji Francuskiej i Zgromadzenie na rzecz Republiki | 28,88%   | 26      |
| Partia Socjalistyczna                                                  | 23,61%   | 22      |
| Front Narodowy                                                         | 11,73%   | 10      |
| Zieloni                                                                | 10,59%   | 9       |
| Unia na rzecz Demokracji Francuskiej (dysydenci Simone Veil)           | 8,43%    | 7       |
| Francuska Partia Komunistyczna                                         | 7,72%    | 7       |
| Łowiectwo, Wędkarstwo, Przyroda, Tradycja                              | 4,13%    | 0       |
| Pozostali                                                              | 4,91%    | 0       |
| Suma                                                                   | 100%     | 81      |